# Петруня (село)
Петруня (рум. Petrunea) — село в Глодянском районе Молдавии. Относится к сёлам, не образующим коммуну.

## История
В начале XX века в селе Петруня поселились выходцы с Украины.

## География
Село расположено примерно в 5 км к востоку от города Глодяны на высоте 155 метров над уровнем моря.

## Население
По данным переписи населения 2004 года, в селе Петруня проживает 2190 человек (1092 мужчины, 1098 женщин).
Этнический состав села:
| Национальность | Число жителей | Процентный состав |
| -------------- | ------------- | ----------------- |
| молдаване      | 2153          | 98.31             |
| украинцы       | 22            | 1.0               |
| русские        | 9             | 0.41              |
| румыны         | 4             | 0.18              |
| прочие         | 2             | 0.09              |
| Всего          | 2190          | 100 %             |

## Известные уроженцы
- Доримедонт (Чекан) — епископ Молдавской митрополии Русской православной церкви, епископ Единецкий и Бричанский.